# Mellansjön (By socken, Dalarna)
Mellansjön är en sjö i Avesta kommun i Dalarna och ingår i Dalälvens huvudavrinningsområde. Sjön har en area på 0,0661 kvadratkilometer och ligger 89 meter över havet.

## Delavrinningsområde
Mellansjön ingår i det delavrinningsområde (667246-153901) som SMHI kallar för Utloppet av Bysjön. Medelhöjden är 77 meter över havet och ytan är 29,6 kvadratkilometer. Räknas de 2638 avrinningsområdena uppströms in blir den ackumulerade arean 27 081,67 kvadratkilometer. Avrinningsområdets utflöde Dalälven (Österdalälven) mynnar i havet. Avrinningsområdet består mestadels av skog (45 procent) och jordbruk (17 procent). Avrinningsområdet har 7,31 kvadratkilometer vattenytor vilket ger det en sjöprocent på 24,7 procent. Bebyggelsen i området täcker en yta av 0,46 kvadratkilometer eller 2 procent av avrinningsområdet.